# ويل ويد
ويل ويد (بالإنجليزية: Will Wade)‏ هو مدرب كرة سلة أمريكي، ولد في 26 نوفمبر 1982 في ناشفيل في الولايات المتحدة.

## روابط خارجية
- ويل ويد على موقع كلية كرة السلة في سبورتس رفرنس.كوم (الإنجليزية)